# Soufrière, Dominica
Soufrière este un oraș din Dominica.